# تریکوتیلومانیا
تریکوتیلومانیا یا اختلال موکنی (به انگلیسی: trichotillomania) یک اختلال روانی است که با یک میل طولانی‌مدت به کندن موهای خود مانند ابرو، موهای سر و غیره مشخص می‌شود. این امر به حدی رخ می‌دهد که ریزش مو قابل مشاهده است. ممکن است با کندن مو، احساس مثبت مختصری در فرد ایجاد شود و تلاش برای متوقف کردن این عمل معمولاً برای فرد غیرممکن است. کندن مو می‌تواند در هر جایی از بدن صورت بگیرد، با این حال، کندن موهای سر و اطراف چشم شایع‌ترین هستند. کندن مو برای این افراد نیز دردآور است اما همچنان ادامه می‌یابد.

## تشخیص
A. موکنی مکرر که به بی‌مویی منجر می‌شود.
B. اقدامات مکرر برای کاهش دادن یا متوقف کردن موکنی.
C. موکنی موجب ناراحتی یا اختلال قابل ملاحظهٔ بالینی در عملکرد اجتماعی، شغلی، یا زمینه‌های مهم دیگر عملکرد می‌شود.
D. موکنی یا بی‌مویی ناشی از بیماری جسمانی دیگر نیست (مثل بیماری پوستی).
E. موکنی با نشانه‌های اختلال روانی دیگر (مثل اقداماتی برای بهبود بخشیدن به نقص یا عیب خیالی در ظاهر، در اختلال بدشکلی بدن) بهتر توجیه نمی‌شود.
ویژگی اصلی اختلال موکنی، کندن مکرر موی خویشتن است (ملاک A). موکنی می‌تواند در هر ناحیهٔ بدن که مو رشد می‌کند روی دهد؛ رایج‌ترین نواحی کاسهٔ سر، ابروها، و پلک‌ها هستند، در حالی که نواحی کمتر متداول، زیر بغل، صورت، ناحیهٔ شرمگاهی، و اطراف مقعد است. نواحی موکنی ممکن است با گذشت زمان تغییر کنند. موکنی ممکن است به صورت دوره‌های کوتاه روی دهد که در طول روز یا در طول دوره‌های نه چندان مکرر، اما مداوم پراکنده شده باشند. به‌طوری‌که به مدت چند ساعت یا چندماه دوام داشته باشد. ملاک A ایجاب می‌کند که موکنی به بی‌مویی منجر شود، اما افراد مبتلا به این اختلال ممکن است به صورت کاملاً پخش شده موکنی کنند (یعنی، موهای تکی را از تمام نواحی بکنند) طوری‌که بی‌مویی به صورت آشکار قابل رؤیت نباشد. به گونه‌ای دیگر ممکن است افراد سعی کنند بی‌مویی خود را پنهان یا استتار کنند (مثلاً یا استفاده از لوازم آرایشی، روسری، یا کلاه‌گیس). افراد مبتلا به اختلال موکنی تلاش‌های مکرری برای کاهش دادن موکنی یا متوقف کردن آن انجام می‌دهند (ملاک B).
ملاک C اشاره دارد که موکنی ناراحتی یا اختلال قابل ملاحظهٔ بالینی در عملکرد اجتماعی، شغلی یا زمینه‌های مهم دیگر عملکرد ایجاد می‌کند. اصطلاح ناراحتی، عواطف منفی را شامل می‌شود که ممکن است توسط فرد مبتلا به اختلال موکنی تجربه شود، مثل احساس نداشتن کنترل، شرمندگی و خجالت. اختلال قابل ملاحظه ممکن است در زمینه‌های مختلف عملکرد روی دهد (مثل اجتماعی، شغلی، تحصیلی، و اوقات فراغت)، که تا اندازه‌ای به علت اجتناب از کار، مدرسه، یا موقعیت‌های عمومی دیگر است.

## شیوع
در کل جمعیت، برآورد شیوع ۱۲ ماهه برای اختلال موکنی در بزرگسالان و نوجوانان ۱ تا ۲ درصد است. زنان بیشتر از مردان به این اختلال مبتلا می‌شوند که نسبت آن ۱۰:۱ است. در بین کودکان مبتلا به اختلال موکنی، پسرها و دخترها به‌طور برابری این اختلال را نشان می‌دهند.

## شکل‌گیری و روند
موکنی ممکن است در کودکان دیده شود و این رفتار معمولاً در طول اوایل رشد برطرف می‌شود. شروع موکنی در اختلال موکنی عموماً با شروع بلوغ یا پس از آن هم‌زمان است. روند معمول اختلال موکنی مزمن است و اگر این اختلال درمان نشده باشد، افزایش و کاهش می‌یابد. تعداد کمی از افراد بدون برگشت بعدی ظرف چند سال پس از شروع بهبود می‌یابند.

## عوامل خطر و پیش‌آگهی
شواهدی برای آسیب‌پذیری ژنتیکی برای اختلال موکنی وجود دارد. این اختلال در افراد مبتلا به اختلال وسواس فکری-عملی (OCD) و خویشاوندان درجه اول آن‌ها شایع‌تر از کل جمعیت است.

## پیامدهای کارکردی موکنی
اختلال موکنی با ناراحتی به علاوه اختلال اجتماعی و شغلی ارتباط دارد. امکان دارد که صدمهٔ جبران‌ناپذیری به رشد مو و کیفیت آن وارد شود. پیامدهای پزشکی نادر اختلال موکنی عبارت‌اند از دیجیت پورپورا، جراحت عضلانی-اسکلتی، آماس پلک، و آسیب دندان.
بلعیدن مو ممکن است به توده‌های متراکم مو در معده همراه با کم‌خونی متعاقب آن، درد شکمی، هماتز (استفراغ خون) تهوع و استفراغ، انسداد روده، و حتی عمل سوراخ کردن منجر شود.